# Kalmusia stromatica
Kalmusia stromatica är en svampart som beskrevs av Cooke & Massee 1891. Kalmusia stromatica ingår i släktet Kalmusia och familjen Montagnulaceae.   Inga underarter finns listade i Catalogue of Life.